# Język ot danum
Język ot danum (a. uud danum), także: dohoi, malahoi, kadorih – język austronezyjski używany w Indonezji na wyspie Borneo (Kalimantan), przez grupę etniczną Ot Danum. Według danych z 2007 roku posługuje się nim blisko 79 tys. osób.
Jest znacznie zróżnicowany dialektalnie. Częsta jest wielojęzyczność. W użyciu jest również język ngaju (lokalna lingua franca), a w mniejszym zakresie język indonezyjski. Oba te języki są źródłami zapożyczeń dla ot danum, przy czym wpływ języka narodowego nasilił się pod wpływem telewizji.
Stanowi środek komunikacji jedynie w obrębie grupy etnicznej, przeważnie jest nieznany osobom z zewnątrz. W sferze religijnej i kontaktach międzygrupowych dominują języki ngaju i indonezyjski.
Został opisany w postaci kilku opracowań gramatycznych (1990, 2005, 2008). Istnieje także słownik z 2012 r. Jest zapisywany alfabetem łacińskim.